# Out Newton
Out Newton – osada w Anglii, w hrabstwie East Riding of Yorkshire. Leży 29 km na wschód od miasta Hull i 241 km na północ od Londynu.